# Hopea dasyrrhachia
Hopea dasyrrhachia là loài thực vật nằm trong họ Dầu. Nó được tìm thấy do nghiên cứu ở Brunei, Indonesia, và Malaysia.